# スタンダードチャータード銀行
スタンダードチャータード銀行（スタンダードチャータードぎんこう、英: Standard Chartered Bank、英語略称SCB、あるいはStanChart LSE: STAN）は、ロンドンに本拠を置き、世界70ヵ国に事業ネットワークを展開する世界的な銀行金融グループである。香港ドル発券銀行の一つ。ジョン・メージャーを輩出した。
同行はFTSE100種総合株価指数の採用銘柄であり、筆頭株主はシンガポール政府系ファンドのテマセク・ホールディングスである。

## 概要
世界第5位に位置づけられる同行は、特に新興地域において主導的な役割を担っている。本国イギリスではリテール業務を行っておらず、アジア太平洋地域、ヨーロッパ地域、アフリカ地域での業務がそれぞれ、65%、25%、10%を占める。中でも香港は、2004年には収益の30%を挙げるなど最も重要な活動拠点となっている。とはいえ、ロンドン証券取引所上場のイギリス企業である点に変わりなく、同国上位企業の株価指数であるFTSE100でも20～30位以内に位置づけられている。
2010年の時点で、アジア、アフリカ、南北アメリカ、ヨーロッパの計70か国において1600拠点を数え、従業員数は125か国以上、約70,000名に上る。スタンダードチャータード銀行グループは、ステークホルダーにとって「真のパートナー」となるべく、高度なコーポレートガバナンス、社会的責任、環境保護および従業員の多様性という意味において、世界的に信頼される、持続可能なビジネスの長期的に築き上げることを目指している。グループの70,000余名の従業員のうち、約半数を女性が占めている。さらに、125以上の国籍により構成されており、上級管理職の国籍は70ヵ国に及ぶ。
法人顧客、特に、アジア・アフリカ・中東地域に投資する日本の多国籍企業や金融機関には、通常のホールセール（大口金融）、カストディ、トレジャリー業務サービスのほか、キャッシュマネジメント、トレードファイナンス、多国間・多通貨間の外国為替業務を含む、トップクラスのトランザクションバンキングサービスの提供はもとより、キャピタルマーケッツなど、総括的なフィナンシャルマーケット・ソリューション提案を得意とする。
個人顧客には、独自のプライオリティバンキングサービス（丸の内支店）を通して、それぞれの顧客に合わせたオーダーメイドスタイルの資産形成をきめ細かくサポートし、「真のパートナー」として、さらなる成長を続けている。

## 沿革
スタンダードチャータード銀行は1969年、イギリスの海外銀行であるStandard Bank of South Africa　英領南アフリカスタンダード銀行と、Chartered Bank of India, Australia and China　インド・オーストラリア・中国チャータード銀行との合併により設立された。

### スタンダード銀行
スタンダード銀行は1862年、スコットランド人ジョン・パターソンらにより設立。翌年、南アフリカのポートエリザベスに店舗を開設。1890年代から1910年代にかけてアフリカ全土に支店網を広げたが、中には業務遂行が困難となり閉鎖された支店もあった。それでも1950年代半ばには、アフリカで約600拠点を数えるまでになる。さらに1965年、英領西アフリカ銀行との合併により、ナイジェリア、ガーナ、シエラレオネ、カメルーン、ガンビアへも支店網を広げた。
スタンダード銀行は、南アフリカをはじめとするアフリカ各国に積極的な業務展開を行い、その後アジア数ヵ国にも支店を開設した。日本では1949年、大蔵省より営業許可証を取得した。

### チャータード銀行

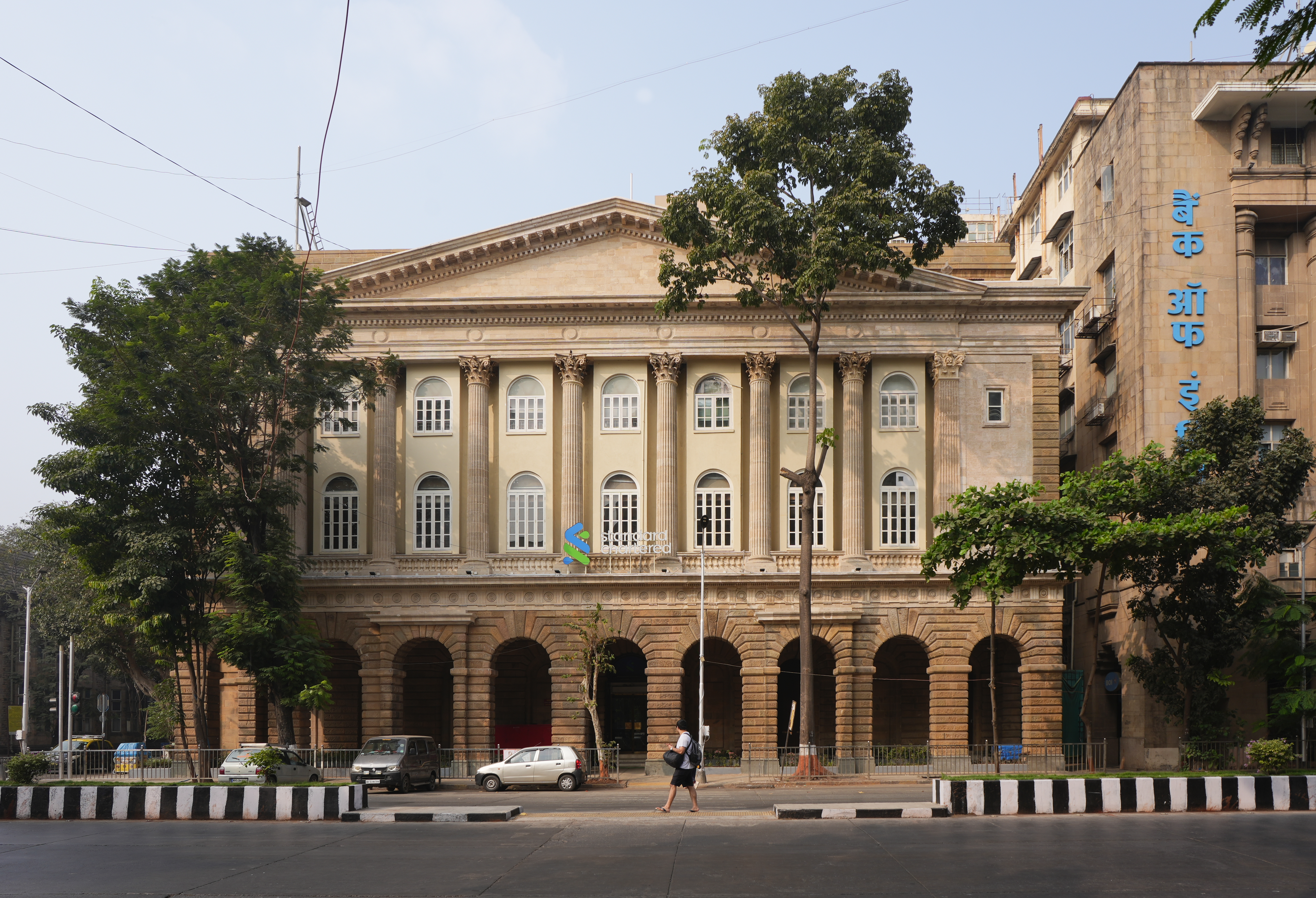
スタンダードチャータード銀行ボンベイ支店

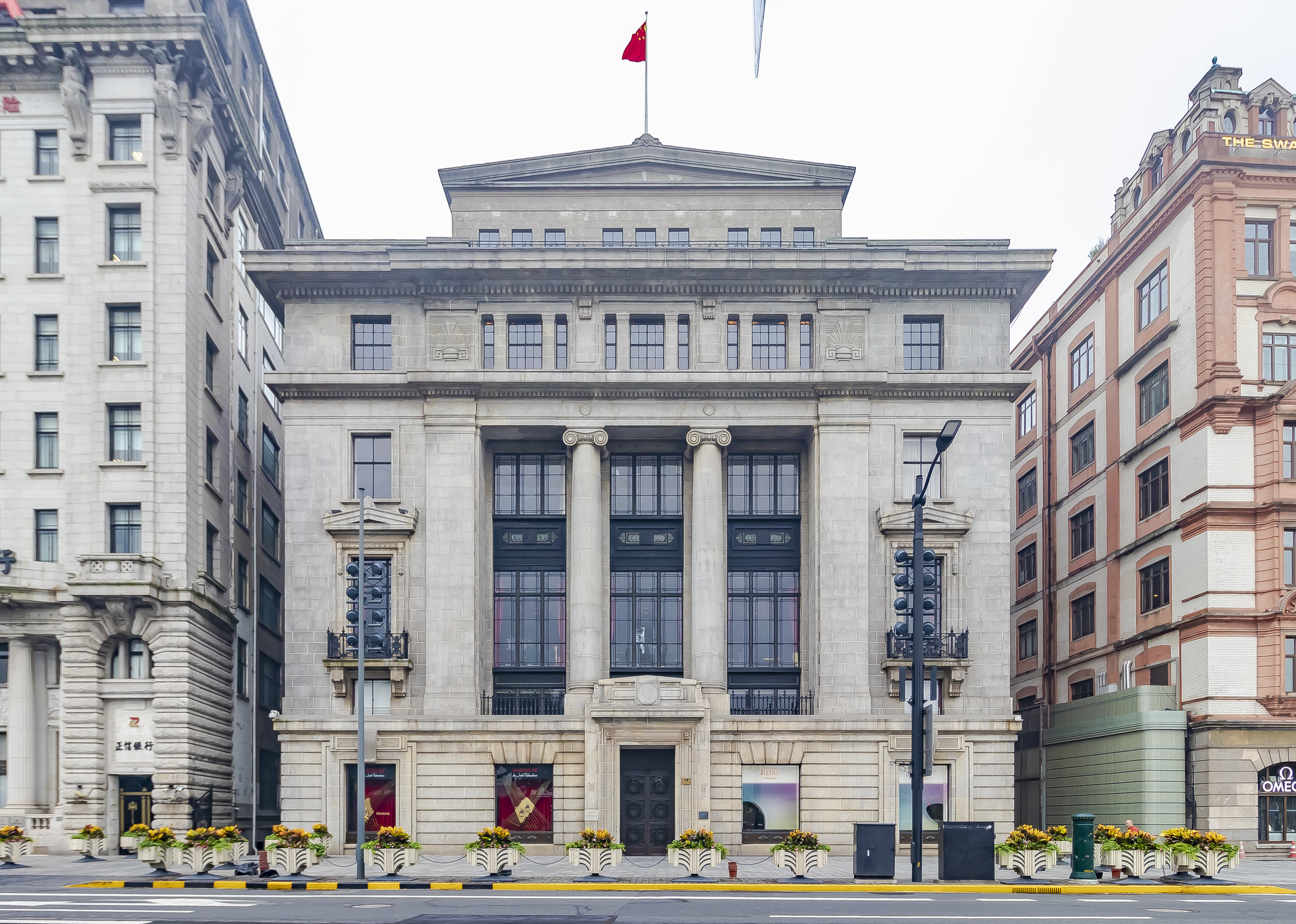
上海の旧租界に残る旧チャータード銀行上海支店ビル（1923年竣工）

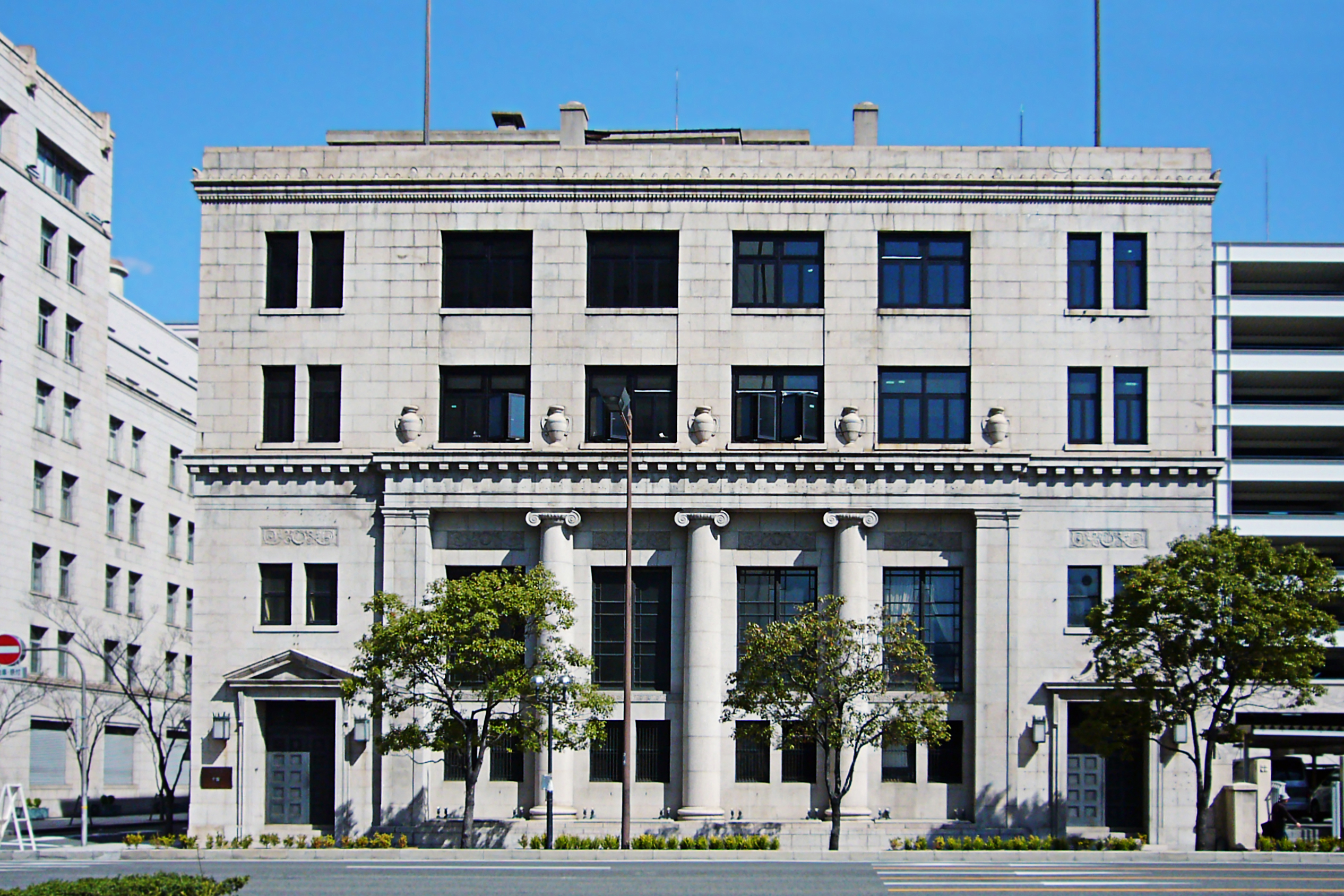
神戸の旧居留地に残る旧チャータード銀行神戸支店の建物（1938年竣工）

1853年、イギリスの植民地経営の一環としてビクトリア女王からジェイムズ・ウィルソンへ勅許状が交付され、チャータード銀行として設立。1858年、最初の支店をカルカッタとボンベイに開設したのに引き続き、上海にも進出。翌年には香港に支店、シンガポールに出張所を開設。1862年以降は、香港での紙幣発行銀行となる。1860年代から1900年代にかけてアジア全土へ支店網を広げる中、1880年、横浜に出張所を開設し、外国為替として洋銀を扱った。1923年の関東大震災により、多くの現地行員を失った。
1900年代初頭には、ニューヨークでの営業許可を得た最初の外国銀行となる。1957年、イースタン銀行を買収し、イエメン、バーレーン、レバノン、キプロス、カタール、アラブ首長国連邦へも支店網を広げた。日本国内の支店は1941年にイギリスの対日資産凍結令の発動により閉鎖されたが、1947年に進駐軍業務のため再開し、翌年より一般為替取引を始めている。また、第二次世界大戦中にはアジア諸国が日本に占領されたが、チャータード銀行も影響を受けている。神戸市の旧外国人居留地にあるチャータードビル(旧チャータード銀行神戸支店)は近代建築として著名である。
名称
当行の英語名称は"The Chartered Bank of India, Australia and China"が正式な行名であり、香港で発行していた紙幣にも当初同じ名称が記されていたが、1950年代以降に意匠変更された紙幣からは、"The Chartered Bank"の略称で表記されるようになった。また、この香港発行の紙幣では、中国語名称として当初「印度新金山中國匯理銀行」と記されていたが、1910年代以降に意匠変更された紙幣からは「印度新金山中國渣打銀行」と変わり、英語名称で"The Chartered Bank"の略称が使用されるようになってからは、中国語名称も「渣打銀行」の略称で表記されるようになっている。一方、第二次世界大戦前の中国では、イギリスの租界があった上海・天津・漢口でも紙幣を発行しており、券面の英語名称は香港と同様に"The Chartered Bank of India, Australia and China"と記されていたが、中国語名称は地域により表記が異なり、天津で発行していた紙幣には「印度新金山中國麥加利銀行」、上海・漢口で発行していた紙幣には「印度新金山中國匯理銀行」と共に「麥加利銀行」と併記されていた。この「麥加利銀行」の名称は、チャータード銀行の中国語名として、第二次世界大戦前の中国では広く通用していた行名であるが、これは上海支店の初代支配人ジョン・マッケラーJohn Mackellarの漢訳名を由来とするものであった 。

### スタンダードチャータード銀行
1969年、上記2行の合併により誕生。ホッジ・グループ及びウォレス・ブラザーズ・グループの買収に引き続き、ヨーロッパのほか、アルゼンチン、カナダ、パナマ、ネパール、アメリカにも新たな支店を開設。さらに、アメリカの銀行3行を買収。なかでも、カルフォルニア・ユニオン銀行の買収は、ブラジルおよびベネズエラ進出の契機となった。
1980年代、すでに安定した事業基盤を築いていたアジア・アフリカ・中東地域において、コンシューマーファイナンス、コーポレートファイナンス、トレジャリー業務等のコア業務への専念を決意し、これにより、特に欧州・米州・アフリカ地域における投資事業をリードする大手銀行に成長。この期間、大規模な再編を行い、この結果、経営陣が大きく変わり、主事業がさらに強化された。1980年代末には、イギリスのロイズ銀行がスタンダードチャータード銀行に対して敵対的買収を仕掛けたものの、失敗に終わり、同行は独立を保つ。
1990年以降、ベトナム（1990年）、カンボジアおよびイラン（1992年）、タンザニア（1993年）、ミャンマー（1995年）へ進出するなど、さらなる拡大を図る。現在では北朝鮮を除くアジア・太平洋地域のほぼすべての国々に事業拠点を置いている。

### 2000年以降
2005年、香港上海銀行に入札で競り勝ち韓国第一銀行（現在の韓国スタンダードチャータード銀行）を買収。2006年には、パキスタンユニオン銀行の81%の株式を取得と発表された。また2007年7月2日に、台湾・新竹市に本社のある新竹国際商業銀行を買収、同国内での商号を渣打国際商業銀行として、同国内の既存店舗3店が加わった。2008年にはアメリカン・エキスプレス銀行（クレジットカードのアメリカンエキスプレスの銀行部門）を買収、統合した。これにより、スタンダードチャータード銀行における金融法人向けビジネスは、これまで以上の豊富な商品ラインアップや広域でのサービス提供が可能となった。

## 日本におけるスタンダードチャータード銀行
日本におけるスタンダードチャータード銀行の歴史は、チャータード銀行が横浜に最初の駐在員事務所を開設した1880年にさかのぼり、130年目を迎える。現在では約270名の従業員を擁し、東京支店（千代田区・山王パークタワー）および丸の内支店において、広範な金融サービスを提供している。

### マネー・ロンダリング事件
2004年2月20日、スタンダード・チャータード銀行東京支店は、指定暴力団山口組旧五菱（ごりょう）会系のヤミ金融グループによるマネー・ロンダリング事件で、組織犯罪処罰法で義務づけられた疑わしい取引の届け出をしなかったなどとして、最低1年の業務の一部停止を含む行政処分を受けた。
金融庁によると、同支店は2003年2月から7月にかけて、複数の人物から頻繁に大量の割引金融債の持ち込みを受け、換金を求められた際、顧客の本人確認や金融庁への届け出を怠った。
処分は、銀行法に基づき、有価証券の保護預かり業務の新規取引受託を2004年2月27日から停止するよう命令された。
また、本人確認法と銀行法に基づき、法令順守を徹底するための業務改善を命令された。これを受け、財務省は27日から停止命令が解除されるまでの間、同支店を国債などの入札から除外することを決めた。

## 社会活動
2003年からは、主に発展途上国で発生している視覚障害者を対象とした視覚障害者支援活動「Seeing is Believing」を実施。また、ナイロビ、シンガポール、ボンベイ、香港などの都市でマラソンレース開催を支援している。2009年11月におこったドバイ金融危機でも、HSBCとならんでドバイに多くの投資をしていたといわれている。2010年7月からは、リバプール・フットボールクラブ（以下リバプールFC）の主要スポンサー契約が発効した。

### 社会貢献活動「Seeing is Believing」
視覚障害者支援活動「Seeing is Believing」 は、回避可能な視覚障害撲滅を目指すスタンダードチャータードのグローバルプログラム。2003年に同行150周年記念イベントの一環としてスタートし、2008年までにこの活動が17ヵ国、500万人を超える人々に広まり、200万人強の人々の視力回復に貢献した。2008年にSeeing is Believingプログラムの一環として「New Vision」を設定し、20都市において2000万人の人々に持続可能なアイケアサービスを提供するため2000万米ドルを集めるというコミットメントを打ち出した。
スタンダードチャータード銀行は治療可能な視覚障害の根絶を目指す国際団体、Sight Savers InternationalおよびVision2020とパートナーシップを締結し、重要なプロジェクト10件に取り組んでいる。これらのプロジェクトでは、白内障手術、眼科手術の訓練、訓練施設の建設などが実施され、治療可能な視覚障害が社会に大きな影響を及ぼす地域（バングラデシュ、インド、ケニア、パキスタン、タイ）において実施される。

### リヴァプールFCスポンサーシップ契約
スタンダードチャータード銀行とリヴァプール・フットボールクラブ（以下リヴァプールFC）の主要スポンサー契約が、2010年7月1日より発効。4年間にわたるこの契約の目的は、世界に通用するブランド力を構築すること、さらにはインパクトの強いプロモーション機会を設けることによって、同行の事業の成長を図ると同時に、リヴァプールFCのために新たな商業的機会を生み出すことにある。
今回のスポンサー契約は、リヴァプールFCにおける最大規模のものとなり、2010年7月から2013/2014 年シーズンまでの4年間、リヴァプールFCのユニフォームにスタンダードチャータード銀行の名前がロゴ入りで見られることになった。その後も契約を更新し続け、20/21シーズンにおいても、ユニフォームに名前とロゴが掲載されている。リヴァプールFCは、英国プロサッカー界の名門チームだが、当時ではシンガポールやタイでのツアー・オープン戦で大きな成功を収め、一躍有名になり、最近ではUEFAチャンピオンズリーグ、FIFAクラブワールドカップ、プレミアリーグなどの数々のリーグで優勝している。スタンダードチャータード銀行は、同クラブの正式スポンサーとして、その主要市場であるアジア、アフリカ、中東地域において、そのブランド力を大きく高めるための権利を手にした。